# Laucha an der Unstrut
Laucha an der Unstrut är en stad i Burgenlandkreis i förbundslandet Sachsen-Anhalt i Tyskland.
De tidigare kommunerna Burgscheidungen och Kirchscheidungen uppgick i Laucha an der Unstrut den 1 juli 2009.
Kommunen ingår i förvaltningsgemenskapen Unstruttal tillsammans med kommunerna Balgstädt, Freyburg (Unstrut), Gleina, Goseck, Karsdorf och Nebra (Unstrut).

## Bilder
|  |
|  |